# Терновское сельское поселение (Белгородская область)
Терно́вское се́льское поселе́ние — упразднённое муниципальное образование в Яковлевском районе Белгородской области.
Административный центр — село Терновка.
19 апреля 2018 года упразднено при преобразовании Яковлевского района в городской округ.

## История
В 1997 году — сельский округ: сёла Вислое, Терновка (центр), Шопино, хутора Жданов, Калинин и Красный Восток; в селах и хуторах округа — 2300 жителей, из них в Терновке — 1224, в Вислом — 268, в Шопине — 262; 433 человека в возрасте до 18 лет, 1119 — от 18 до 50 лет. В частной собственности жителей округа — 318,7 гектара земли, в приусадебных хозяйствах — 104 коровы, 493 свиньи, 104 овцы и козы.
Терновское сельское поселение образовано 20 декабря 2004 года в соответствии с Законом Белгородской области № 159.

## Население
| 2010  | 2011  | 2012  | 2013  | 2014  | 2015  | 2016  |
| ----- | ----- | ----- | ----- | ----- | ----- | ----- |
| 2643  | ↘2631 | ↘2553 | ↘2521 | ↗2616 | ↗2662 | ↗2682 |
| 2017  | 2018  |       |       |       |       |       |
| ↗2778 | ↗2827 |       |       |       |       |       |

## Инфраструктура
На территории Терновки расположен молочный комплекс СПК «Терновское»; в округе — 3 школы (средняя и 2 начальные), в которых обучается 240 учеников, преподают 29 учителей, детсад (в самой Терновке), 3 библиотечных филиала, 8 «торговых точек»; в Терновском медпункте ведет прием терапевт, в Вислом и Шопино — медпункты.

## Состав сельского поселения
| № | Населённый пункт | Тип населённого пункта       | Население |
| - | ---------------- | ---------------------------- | --------- |
| 1 | Вислое           | село                         | ↘275      |
| 2 | Калинин          | хутор                        | ↘82       |
| 3 | Красный Восток   | хутор                        | ↗545      |
| 4 | Терновка         | село, административный центр | ↗1340     |
| 5 | Шопино           | село                         | ↗401      |